# Kosmos 2196
Kosmos 2196, ruski satelit sustava upozorenja o raketnom napadu iz programa Kosmos. Vrste je Oko (US-K; Oko br. 6057).
Lansiran je 8. srpnja 1992. godine u 09:53 s kozmodroma Pljesecka, s mjesta 43/3. Lansiran je u visoku orbitu oko planeta Zemlje raketom nosačem Molnija-M 8K78M Blok 2BL. Orbita mu je bila 616 km u perigeju i 39.765 km u apogeju. Orbitna inklinacija mu je bila 63,04°. Spacetrackov kataloški broj je 22017. COSPARova oznaka je 1992-040A. Zemlju je obilazio u 718,31 minutu. Bio je mase 1900 kg.
Vratio se u atmosferu 27. rujna 2016. godine. Iz misije je ostalo još nekoliko dijelova koji su se vratili u atmosferu nešto prije, a kružili su u visokoj (Blok-2BL) i niskoj orbiti.

## Vanjske poveznice
- N2YO.com Search Satellite Database (engl.)
- Celes Trak SATCAT Format Documentation (engl.)